# آباورنیس
آباورنیس (نام علمی: ABAVORNIS) (به معنی پرنده پدربزرگ بزرگ)، از پرندگان اولیه‌است که ۸۵ میلیون سال پیش یعنی در دوره کرتاسه پسین می‌زیسته‌است سنگوارهٔ آباورنیس در سازند بیسکتی در کشور ازبکستان کشف شده‌است و در سال ۱۹۹۸ به وسیله پانتلیو نام‌گذاری شد. گونه خاص این جنس آباورنیس بوناپارتی نام دارد.